# 항소취하서
항소취하서(Notice of Withdrawal of Appeal)는 법원에 제출하는 항소를 포기한다는 내용을 담은 서류이다. 한국의 경우 원고(항소인), 피고(피항소인)등을 기재하고 취하이유(사정에 의하여 본건 항소를 전부 취하합니다.)등을 기재한다.  하단에는 날짜와 해당 법원을 적는다.